# Јавожно
Јавожно (пољ. Jaworzno) је град у Пољској у Војводству Шлеском у Повјату Jaworzno. Према попису становништва из 2011. у граду је живело 94.732 становника.

## Становништво
Према прелиминарним подацима са пописа, у граду је 2011. живело 94.732 становника.
| 2002.  | 2011.  | 2012.  |
| ------ | ------ | ------ |
| 96.826 | 94.732 | 94.305 |

## Партнерски градови
- Карвина
- Сигетхалом